# Adoração dos Reis Magos (Rubens, Cambridge)
A Adoração dos Reis Magos é uma pintura de 1633-34 do artista barroco flamengo Peter Paul Rubens, feita como retábulo para um convento em Louvain. Está agora na King's College Chapel, Cambridge, na Inglaterra. Mede 4,2 m × 3,2 m (13 pés 9 pol × 10 pés 6 pol).

## História
Foi pintada entre 1633-34 como um retábulo para a capela no Convento das Freiras Brancas em Louvain, na época da Países Baixos Espanhóis e agora na Bélgica. Um esboço a óleo preparatório para esta pintura está na Coleção Wallace, em Londres. Foi gravada por Hans Witdoeck em 1638.
A Adoração dos Reis Magos (do título da seção em latim da Vulgata, A Magis adoratur) é o nome tradicionalmente dado ao tema cristão parte da Natividade, no qual os três reis magos, representados como reis vindos do oriente, tendo encontrado Jesus ao seguir a estrela de Belém, colocam aos pés do Menino Jesus presentes de ouro, incenso e mirra. Eles também o adoram como "rei dos judeus". Este evento foi relatado em Mateus 2:11.